# Nullarbor
Nullarbor é uma localidade no estado australiano da Austrália Meridional, 295 km a oeste de Ceduna, na parte oeste do estado, junto à divisa com a Austrália Ocidental.
O nome e a extensão da localidade foram estabelecidos em 26 de abril de 2013, em função de o nome "já ter sido tradicionalmente estabelecido há muito". Seu nome vem da planície de Nullarbor e da área de proteção ambiental conhecida como Nullarbor Regional Reserve. Os limites de Nullarbor são: a oeste, a divisa com o estado da Austrália Ocidental; a sul, a costa delimitada pela Grande Baía Australiana; a leste, pelas localidades de Yalata e Yellabinna e a norte pela Ferrovia Trans-Australiana.
O uso do solo em Nullarbor deve respeitar sua condição de área protegida, que agrande a quase totalidade de seu território, com a Nullarbor Regional Reserve ao norte; o Nullarbor National Park a ocupar uma faixa na divisa e o Nullarbor Wilderness Protection Area, que acompanha a faixa costeira junto à Grande Baía Australiana. Seus usos incluem o turismo e as pesquisas associadas às características naturais da localidade, exploração de minérios e o uso pelas comunidades aborígenes com propósitos culturais.
A rodovia Eyre é a principal via a atravessar a localidade, em direção à Austrália Ocidental. Entre as localidades situadas ao longo da rodovia estão Nullarbor, no limite leste do território e Border Village no limite oeste, já na divisa com a Austrália Ocidental, não muito distante de Eucla, a primeira localidade ao longo dessa rodovia situada no estado vizinho. Nullarbor e Border Village oferecem serviços a turistas e viajantes, tais como acomodações e postos de combustível.

## Geografia

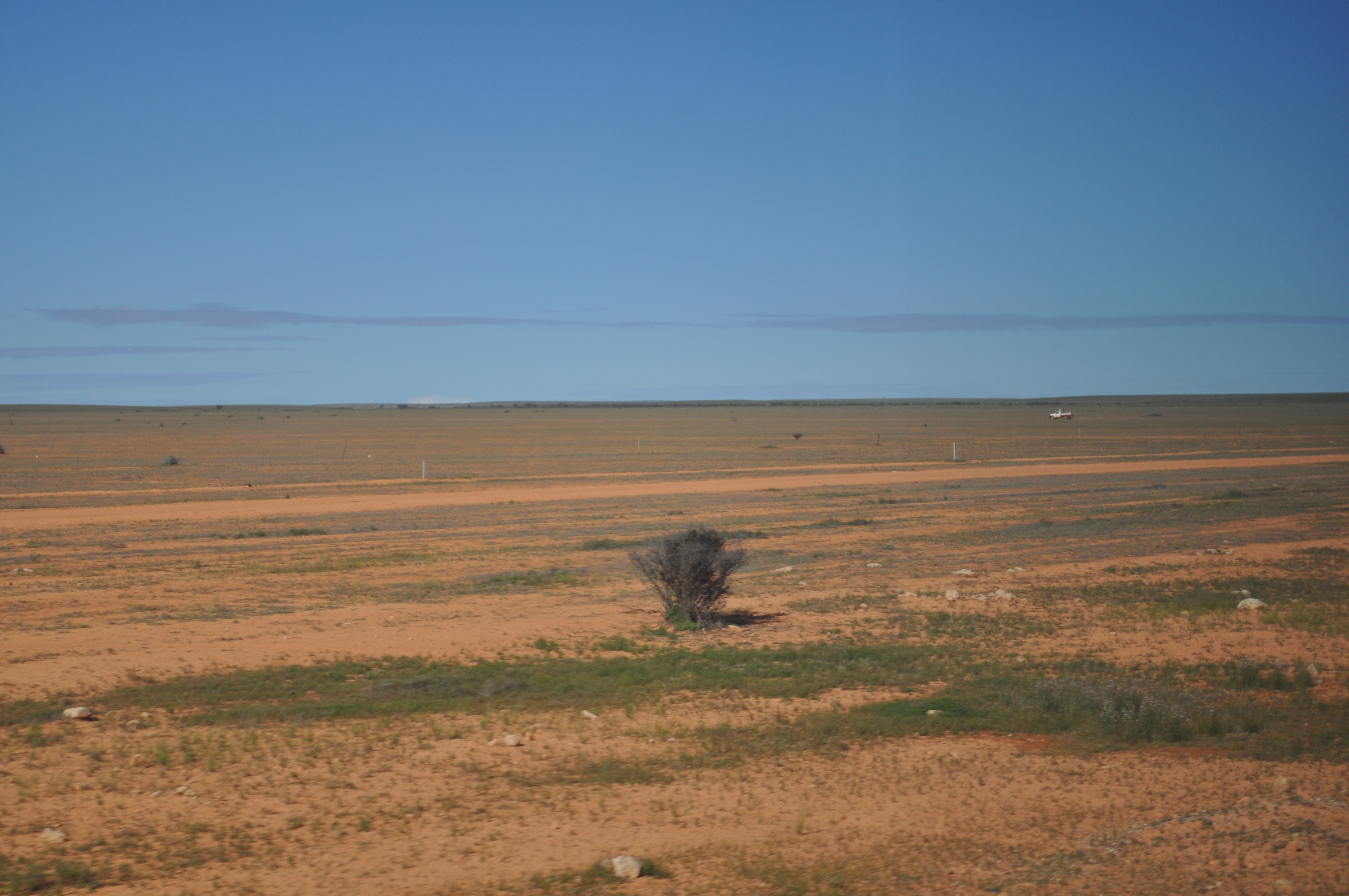
Nullarbor é caracterizado por ser plano, árido e com vegetação rasteira

Nullarbor se encontra dentro da Depressão de Eucla, entre a Austrália Ocidental e a Austrália Meridional, que se formou durante o Mioceno. Sua composição geográfica é feita principalmente de rochas de calcário que se estendem por 240 mil km², o que faz com que o terreno seja plano. A vegetação é feita principalmente por arbustos e é considerada no geral constante. O próprio nome "Nullarbor" vem do latim, significando "Sem árvores". O clima é árido, com uma média de chuva que chega ao máximo a 240 mm na região de Mundrabilla.

## Meteoritos
Nullarbor é um dos melhores lugares para se encontrar meteoritos, perndendo apenas para a Antártica.  Milhares de meteoritos foram encontrados, pertencentes a 332 classes diferentes. De acordo com as estimativas feitas pelo Museu da Austrália Ocidental em parceria com a EUROMET, até 2015, 55% dos meteoritos encontrados na Austrália vieram de Nullarbor.
Isso se dá pelas condições geográficas favoráveis, como o clima árido e seco e vegetação rasteira. Isso faz com que haja uma tendência dos meteoritos fiquem nos locais onde caíram, sejam preservados e facilita sua localização.